# あの頃ぼくらはアホでした
『あの頃ぼくらはアホでした』（あのころぼくらはアホでした）は、日本の作家東野圭吾の自伝的エッセイ集。1995年3月30日単行本発行。1998年5月25日文庫化。どちらも集英社から。
エッセイは就職時点で終了となっているが、東野の就職先の会社では自分達の会社が書かれると思って「次は俺達の番だ」と震え上がったという。

## 収録内容
- 球技大会は命がけ
- 消えたクラスメイト
- 『したことある者、手え挙げてみい』
- 剃り込み入れてイエスタディ
- ワルも普通もそれなりに
- 油断もスキもない
- つぶら屋のゴジラ
- 「ペギラごっこ」と「ジャミラやぞー」
- 俺のセブンを返せ
- 更衣室は秘密がいっぱい
- 幻の胡蝶蹴り
- 僕のことではない
- 読ませる楽しみ　読まされる苦しみ
- 何かが違う
- やっぱり門は狭かった
- 憧れの慶応ボーイやでえ
- あの頃僕は巨匠だった
- 残飯製造工場
- 嗚呼、花の体育祭
- 芸のない奴、ゲロをだせ
- 似非理系人間の悲愁
- 恋に恋する合コン魔
- 恒例の儀式
- アホは果てしなく

## 特別対談 怪獣少年の逆襲 金子修介vs東野圭吾
文庫版に追加収録された『ガメラ』シリーズの映画監督として知られる金子修介と東野圭吾との対談。怪獣映画などに関することを中心に対談している。